# Ce se întâmplă doctore?
Ce se întâmplă doctore? este unul dintre cele mai cunoscute branduri românești dedicat promovării sănătății și stilului de viață echilibrat care aduce în față valorile autohtone în ceea ce privește sănătatea, dieta, sportul și frumusețea.
Prin conținutul său informativ și colaborarea cu medici și experții în realizarea acestui conținut “Ce se întâmplă, doctore?” reprezintă un Ghid de sănătate, frumusețe și lifestyle sănătos.
Brandul “Ce se întâmplă, doctore?” a fost prezent și în print, ca revistă „glossy” pentru femei.  Revista a fost lansată în România în octombrie 2005 de trustul de presă Publimedia și se adresa femeilor cu vârste între 18-35 de ani din mediul urban. Spre deosebire de celelalte publicații pentru femei din România, revista „Ce se întâmplă, doctore?” se axa pe viața sănătoasă.
Platforma www.CSID.ro a fost lansată în 2007, fiind varianta online a brandului numărul 1 de lifestyle sănătos din România, „Ce se întâmplă, doctore?”, dezvoltat inițial ca emisiune TV, apoi ca revistă print și ulterior, ca site online. 
Site-ul csid.ro a fost creat pentru a aduce autoritate și credibilitate online în domeniul sănătății, frumuseții și stilului de viață. Este dedicat celor care vor să se bucure de viață fiind mai sănătoși, mai deștepți, mai relaxați, mai echilibrați.
Redactorul-șef al platformei este Beatrice Osanu, iar astăzi, site-ul csid.ro face parte din Gândul Media Network.
În anul 2019, Ioan Radu Budeanu, fondatorul Ciao! și al Cancan, a cumpărat mărcile Gândul, Descoperă, CSID, Apropo TV și Go4IT, de la Adrian Sârbu, proprietarul Mediafax Group.

## Secțiuni editoriale principale
Site-ul CSID.ro conține mai multe secțiuni cu articole, informații și baze de date realizate în colaborare cu medici și clinici medicale, sau alți specialiști în domeniile abordate:
Știri de sănătate, frumusețe, dietă și lifestyle
• Sănătate: informații de sănătate, boli și tratamente, remedii naturale;
• Dietă și sport: nutriție - regim alimentar – slăbire - rețete culinare;
• Frumusețe - articole de frumusețe, îngrijire și tendințe în modă;
• Lifestyle: informații despre un stil de viață sănătos;
• Video: interviuri cu medici, video pe teme de sănătate, dietă, sport, lifestyle, frumusețe;
Baze de date cu informații medicale realizate în colaborare cu doctori și alți specialiști în sănătate:
• Boli și afecțiuni
• Simptome boli și afecțiuni
• Dicționar medical
• Prospecte medicamente (avizate de ANM)
• Analize medicale explicate și detaliate
• Plante medicinale (informații despre proprietățile plantelor medicinale, modul de administrare, beneficiile și riscurile lor)
• Vaccinare și Vaccinuri (tot ce trebuie să știi despre vaccinare și vaccinurile esențiale)
• Valori nutriționale alimente
Instrumente utile pentru sănătate:
• Calculator caloric: calculator zilnic de calorii și nutrienți
• Calculatorul greutății ideale
• Calculator nutrițional alimente – calorii și nutrienți alimente
Emisiunile video CSID.ro
În ultimii ani www.CSID.ro și-a extins zona de conținut dezvoltând emisiuni video online, realizând în continuare un conținut de calitate dedicat sănătății și stilului de viață echilibrat.
Emisiunea CSID.RO LIVE aduce în prim plan specialiști din diverse domenii CSID (medici, nutriționiști, antrenori de fitness, psihologi), vedete, dar oameni obișnuiți, într-un schimb de idei legate de subiectele zilei, dar și teme de interes general, sezonier (slăbirea, cum citim etichetele, menopauza, albirea dinților, relațiile toxice, când mergem la psiholog, pericolul din consumul de alcool, mit și adevăr despre gluten).
Interviurile CSID.ro este o emisiune video online care își propune să acopere cât mai în profunzime subiecte de interes din sănătate, psihologie, nutriție și sport, având un invitat care răspunde la cele mai importante întrebări ale jurnaliștilor CSID legate de tema aleasă. Informațiile oferite de invitați sunt completate/sumarizate de cele oferite prin burtierele grafice.
CSID.RO Tips & Tricks sunt o serie de pastile video care oferă explicații pe scurt și la obiect în cele mai populare domenii de lifestyle: sănătate, nutriție/dietă, frumusețe, psihologie/dezvoltare personală. Subiecte sunt abordate în scopul informării și educării publicului, indiferent de vârstă, ca acesta să facă cele mai bune alegeri în viața de zi cu zi.
Materialele video CSID.ro pot fi urmărite și pe canalul de YouTube “Ce se întâmplă, doctore?”: 

## Premii și distincții
În 2014, revista „Ce se întâmplă, doctore?”, a primit premiul „Cea mai bună revistă” din partea Radar de Media.